# 恩林寺 (高山市)
恩林寺（おんりんじ）は岐阜県高山市下岡本町にある黄檗宗の寺院。山号は華岳山。本尊は聖観音菩薩。飛騨三十三観音霊場18番札所となっている。

## 歴史
延宝年間に近江国蒲生郡平田村（現在の滋賀県東近江市上羽田町）に萬福寺2世木庵性瑫禅師によって創建された。山号の華岳山は滋賀県にある山で当寺がその山麓にあった。
昭和3年（1928年）に、飛騨地域に黄檗宗の寺院がなかったことから布教のために現在地に移転した。その際かつての本尊は滋賀県に残し、宇治にある萬福寺からあらたに本尊の聖観音菩薩を譲り受けている。
中国で文化大革命が起きた際に破壊されるおそれのあった石仏を祀っているほか、木庵禅師などの墨跡を多数所蔵する。